# 岡村弘
岡村 弘（おかむら ひろし、1907年7月27日 - 1993年7月17日）は、日本のドイツ文学者、小説家。
倉本兵衛の筆名で戦時中に私小説を書いた。

## 人物・来歴
高知市出身。1931年東京帝国大学文学部独文科卒。同大学院をへて、松江高等学校教授。1949年島根大学助教授、1952年神戸大学教養部助教授、教授、教養部長。1971年名誉教授。関西学院大学教授。1976年梅花女子大学教授。勲三等旭日中綬章受勲。
英語学者の岡村弘（ひろむ、1912-？）は別人。

## 著書
- 『雪と夜桜』倉本兵衛　審美社 1948
- 『教室用ドイツ文法』第三書房 1962
- 『初級ドイツ語教本』編著 第三書房 1968

### 翻訳
- マイエル『愛国者』弘文堂書房 世界文庫 1940
- フランツ・カフカ「城」『現代ドイツ文学全集 第13巻』河出書房 1953
- 『三笠版現代世界文学全集 第26 (フランツ・カフカ)』三笠書房 1953 断食芸人 支那の長城 歌姫ヨゼフィーネ 小品集 穴
- 『スピリ少年少女文学全集 4 山の上の笛」白水社 1961